# Anthocharis monastiriensis
Anthocharis monastiriensis is een vlindersoort uit de familie van de Pieridae (witjes), onderfamilie Pierinae.
Anthocharis monastiriensis werd in 1998 beschreven door Soures.